# Eutardigrada
Classe
Les Eutardigrada sont une classe de l'embranchement des tardigrades.

## Liste des ordres
Selon Degma, Bertolani et Guidetti, 2013 :
- Apochela Schuster, Nelson, Grigarick & Christenberry, 1980
- Parachela Schuster, Nelson Grigarick & Christenberry, 1980

## Publication originale
- Richters, 1926 : Tardigrada. Handbuch der Zoologie, vol. 3, p. 1-67.